# Diatraea suffusella
Diatraea suffusella là một loài bướm đêm trong họ Crambidae.